# Цифровая бумага

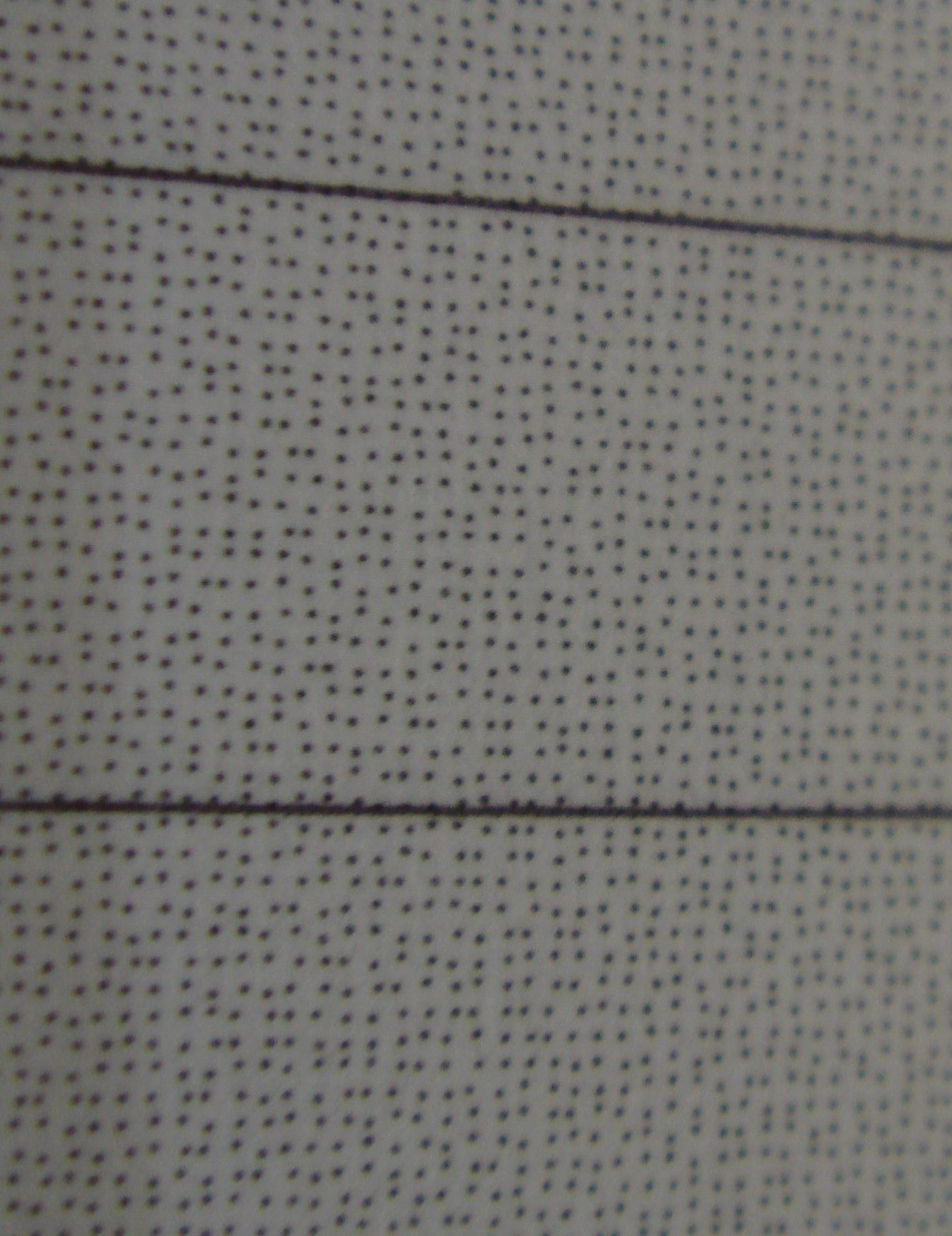
Цифровая бумага

Цифровая или интерактивная бумага — бумага с сеткой из точек, используемая в сочетании с цифровым пером для создания рукописных электронных документов. Точки, напечатанные на листе бумаги, предназначены для определения координат рисунка или символа. Световое перо использует сетку из точек для хранения рукописного текста и последующей загрузки его в компьютер.
Сетка из точек представляет собой своего рода двумерный штрих-код. 
Цифровую бумагу следует отличать от электронной бумаги.
Наиболее распространена технология фирмы Anoto. Точечный шаблон Anoto представляет собой сетку из точек, расположенных друг от друга на среднем номинальном расстоянии 0,3 мм, при этом каждая точка располагается с небольшим смещением от среднего расстояния в одном из четырёх направлений, причём комбинация смещений уникальна для каждой точки и известна наперёд. Камера, встроенная в ручку, захватывает область размером 6x6 точек и по смещениям точек от номинального расстояния определяет координаты точек и, следовательно, координаты пера. Разработчики утверждают, что уникальных комбинаций смещений точек в их технологии достаточно, чтобы покрыть координатной сеткой площадь свыше 4,6 млн. км2, что соответствует примерно 73 триллионам писчих листов формата Letter. Такое большое количество комбинаций позволяет печатать неповторяющиеся шаблоны сетки на каждом листе (или типе бумаги или документа) и, следовательно, однозначно определять лист бумаги (либо её тип или тип документа соответственно), к которому прикасается перо, а не только координаты пера на отдельном листе.
Точечная сетка Anoto может быть распечатана с разрешающей способностью не менее 600 dpi практически на любой бумаге при условии использования чёрных чернил на основе углерода. Бумага может быть любой формы и размера (от 2 мм).
Чернила поглощают инфракрасное излучение ручки, которая содержит приёмник, интерпретирующий отражённый от бумаги рисунок. Чернила другого цвета или не на углеродной основе остаются видимыми для пользователя, но невидимы для устройства.